# William E. Dannemeyer

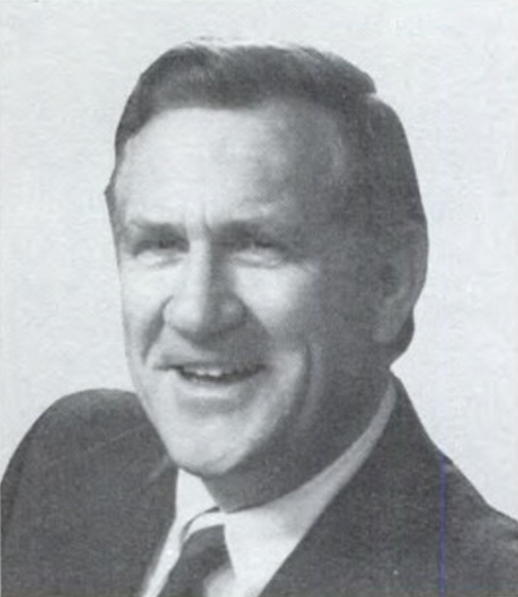
William E. Dannemeyer (1979)

William Edwin Dannemeyer (* 22. September 1929 in Long Beach, Kalifornien; † 9. Juli 2019 in Thousand Palms) war ein US-amerikanischer Politiker. Zwischen 1979 und 1993 vertrat er den Bundesstaat Kalifornien im US-Repräsentantenhaus.

## Werdegang
William Dannemeyer besuchte bis 1943 die Trinity Lutheran School in Los Angeles und danach bis 1946 die Long Beach Poly High School. Anschließend absolvierte er im Jahr 1947 das Santa Maria Junior College. Dannemeyer setzte seine Ausbildung bis 1950 an der Valparaiso University in Indiana fort. Nach einem anschließenden Jurastudium an der Hastings School of the Law und seiner 1952 erfolgten Zulassung als Rechtsanwalt begann er in Santa Barbara in diesem Beruf zu arbeiten. Zuvor war er allerdings noch während des Koreakrieges zwei Jahre zwischen 1952 und 1954 Soldat in der US Army. Zwischen 1955 und 1957 fungierte er als stellvertretender Bezirksstaatsanwalt und von 1959 bis 1962 als juristischer Vertreter der Stadt Fullerton. Gleichzeitig schlug er als Mitglied der Republikanischen Partei eine politische Laufbahn ein. Zwischen 1963 und 1966 sowie nochmals von 1977 bis 1978 saß er als Abgeordneter in der California State Assembly. Von 1966 bis 1976 war er außerdem städtischer Richter.
Bei den Kongresswahlen des Jahres 1978 wurde Dannemeyer im 39. Wahlbezirk von Kalifornien in das US-Repräsentantenhaus in Washington, D.C. gewählt, wo er am 3. Januar 1979 die Nachfolge von Charles E. Wiggins antrat. Nach sechs Wiederwahlen konnte er bis zum 3. Januar 1993 sieben Legislaturperioden im Kongress absolvieren. Im Jahr 1989 war er einer der Abgeordneten, die mit der Durchführung des Amtsenthebungsverfahrens gegen den Bundesrichter Walter Nixon beauftragt waren. 1992 verzichtete Dannemeyer auf eine weitere Kandidatur für das US-Repräsentantenhaus. Zwei Jahre später strebte er die Nominierung seiner Partei für die Wahlen zum US-Senat an, unterlag aber Michael Huffington.
William Dannemeyer galt als extrem konservativ. Er führte einen erbitterten Kampf gegen den damaligen Präsidenten Bill Clinton und dessen Regierung. Dannemeyer glaubte an eine jüdische Verschwörung zur Erlangung der Weltherrschaft. Er war gegen gleichgeschlechtliche Ehen. Später war Dannemeyer Ehrenvorsitzender der Gruppierung Citizens for a better America. Seit dem 27. August 1955 war er mit der Lehrerin und Pfarrerstochter Evelyn May Hoemann († 1999) verheiratet, mit der er drei Kinder hatte (Bruce, Kim und Susan). Seit 2004 war er in zweiter Ehe mit der umstrittenen Ärztin Lorraine Day (* 1937) verheiratet.